# Haroeris
Haroeris (auch Haroëris, Haruaris, Hor-wer, Herwer, oder Harwer) ist seit dem Mittleren Reich die Bezeichnung für eine Erscheinungsform des altägyptischen Gottes Horus. Als Lokalgottheit von Kom Ombo bildete er mit Ta-senet-nofret und Pa-neb-taui eine eigene Göttertriade. Besondere Bedeutung erlangte Haroeris ab der 18. Dynastie, weshalb er auch den Titel „Vater der Götter“ führte.

## Name
Die Schreibung Haroëris ist nach Plutarch die griechische Wiedergabe für Hor-wer (Ḥr-wr) und bedeutet „Horus der Große“. Andere oft angegebene Übersetzungen lauten „Horus der Alte“ beziehungsweise „Horus der Ältere“. Für diese Namenswahl für einen Gott gibt es unterschiedliche Annahmen, jedoch wird allgemein angenommen, dass der Name Hor-wer gewählt wurde, um diesen Falkengott vom Horus aus dem Osirismythos (Harsiese) abzugrenzen.
Einer anderen Annahme zufolge ist der Name „Hor-wer“ auf eine Verbindung mit dem Gott Wer (Ur) zurückzuführen, wonach hier eine Verschmelzung mit dem Weltgott erfolgt ist. Allerdings bestehen an dieser These starke Zweifel.
Von entscheidenderer Bedeutung ist das Beiwort „smsw“ des Haroeris, das „der älteste“ bedeutet. Durch den Zusatz „groß“ wird die theologische Bestimmung des Gottes gefestigt und es erfolgt eine klare Abgrenzung zu den anderen Synkretismen des Horus. Haroeris wird als sieghafter Held und Königsgott, vor allem aber auch als Licht- und Himmelsgott, allen anderen vorangestellt.

## Darstellung
Ikonografisch wird  Haroeris in verschiedenen Formen dargestellt: Menschengestaltig oder als Mensch mit Falkenkopf sowie unterschiedlichen Landeskronen und der Sonnenscheibe; tiergestaltig als hockender Falke oder als Löwe sowie als Falke mit Löwenkopf.

## Mythologie

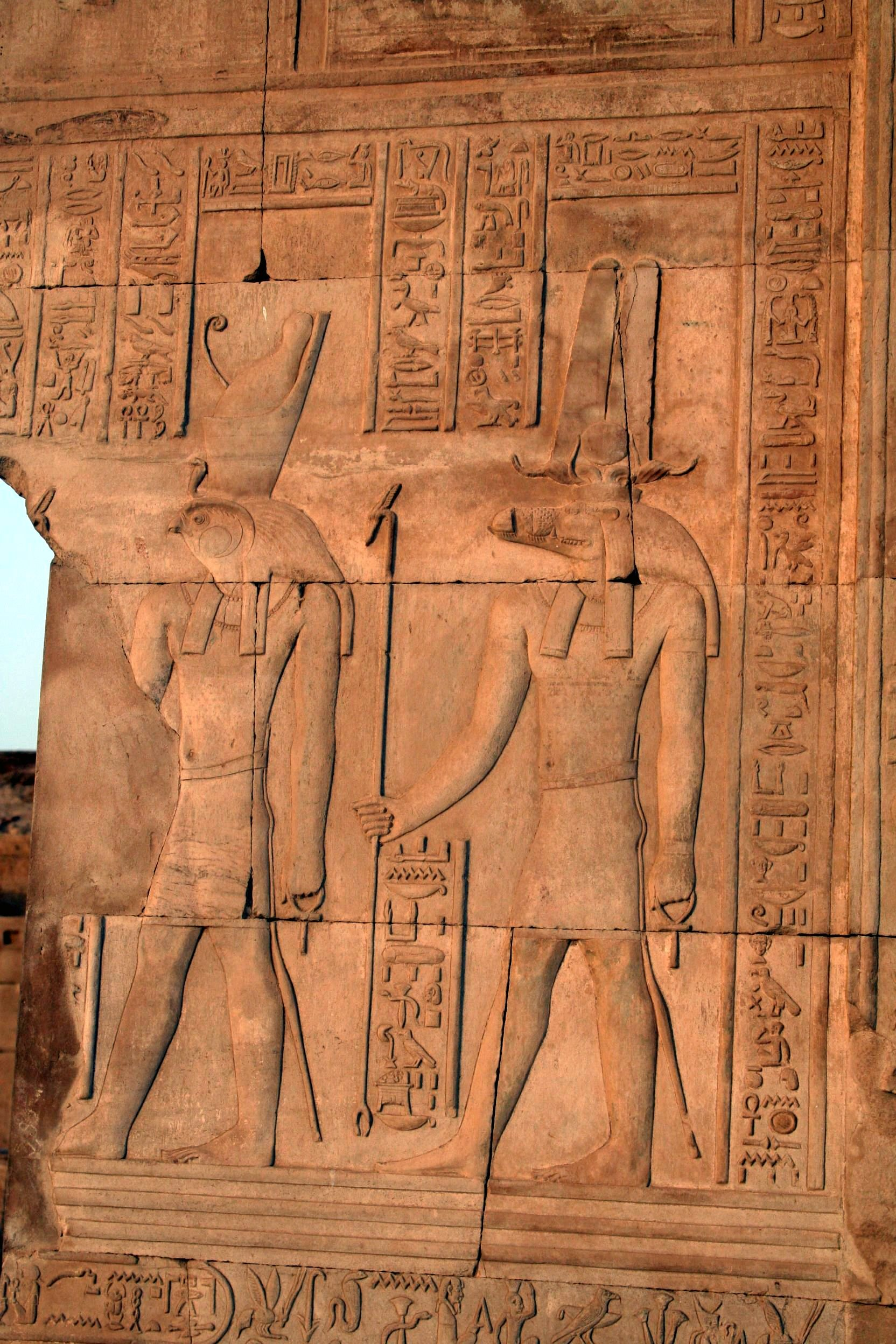
Tempel des Sobek und Haroeris in Kom Ombo

Haroeris ist eine der ältesten Formen des Gottes Horus, der bereits in den Pyramidentexten erwähnt wird. Als eine Wesensform des Gottes Horus ist auch seine Bedeutung in der ägyptischen Mythologie ebenso vielschichtig wie die von Horus. Um Haroeris gab es in der ägyptischen Mythologie verschiedene Sagen.
So galt er seit der eingeführten Osiris-Verehrung als Sohn der Nut und des Re. Ursprünglich war die Himmelsgöttin Nut die Gemahlin des Geb und „Mutter der (fünf) Götter“. Insofern zählt Haroeris als Sohn der Nut zu den Himmelsgöttern und zu den „Sternen der Nut, die als Fackeln am Himmel die Aufsicht übernehmen sollten“. Haroeris nahm daher den Rang des Bruders von Osiris und Isis ein. In Letopolis hingegen galt Haroeris als Sohn der Heket.
Dem „Epagomenen-Mythos“ zufolge war Haroeris das fünfte Kind des Götterpaares Geb und Nut. Erste Aufzeichnungen dieser Festtage finden sich in der Opferliste im Sonnenheiligtum des Niuserre in Abu Gurob. Diese wurden an das zu Ende gehende Jahr als Heriu-renpet beziehungsweise Epagomenen angehängt, um einen Ausgleich zum vorherigen Jahr mit 12 Monaten zu je 30 Tagen (= 360 Tage) und dem Sirius-Jahr mit 365 Tagen zu schaffen.
Osiris und Isis bildeten mit ihrem Sohn Horus in der Erscheinungsform als Harsiese eine eigene Triade. Haroeris bekleidete in der Genealogie damit den Rang eines Onkels. Zugleich war Haroeris Gemahl der Isis und Vater der vier Horussöhne Amset, Hapi, Duamutef und Kebechsenuef. In den Mythen tritt Haroeris beispielsweise als Sohn des Geb oder Sohn des Re auf. Als weitere Gleichsetzung mit Schu übernahm Haroeris als Bote des Thot die Begleitung vom Auge des Re, das nach Memphis zurückkehrte. Als Auge des Re fungierten in diesem Zusammenhang mehrere weibliche Gottheiten, beispielsweise Isis und Sopdet, womit auch ein Bezug zu den mythologischen Müttern des Horus sichtbar wird.

## Kult und Bedeutung
In Letopolis, nordwestlich von Memphis, verschmolz Haroeris mit Chenti-irti, der als Lokalgottheit von Letopolis in seiner Erscheinungsform als Spitzmaus die Nacht mit der Bezeichnung Horus-Chenti-en-irti beziehungsweise den Tag als Horus-Chenti-irti verkörperte. Zudem führte Haroeris dort den weiteren Titel „Re im Westland“. In seinem Geburtsort Qus trat er als Nenun und „Herr von Oberägypten“ auf. Zu weiteren Kultorten zählen: Edfu, Koptos, Hierakonpolis und Heliopolis. In Kom Ombo ist Haroeris im Doppeltempel ein Teil des Tempels gewidmet.
Mit Bezug die Sage von Letopolis, der zufolge Haroeris sein rechtes Auge (Sonne) und sein linkes Auge (Mond) hergab (Horusauge), ist er als augenloser Gott der Schutzgott der Blinden und des Harfnerspiels. Er war aber auch ein Gott des Kampfes, da er Seth von Ombos und andere Götterfeinde tötete, und galt zudem als gerechter Richter (Kom Ombo).